# Cantone di Les Sables-d'Olonne
Il Cantone di Les Sables-d'Olonne è una divisione amministrativa dell'arrondissement di Les Sables-d'Olonne.
A seguito della riforma complessiva dei cantoni del 2014 è passato da 6 a 3 comuni.

## Composizione
Prima della riforma del 2014 comprendeva i comuni di:
- Château-d'Olonne
- L'Île-d'Olonne
- Olonne-sur-Mer
- Les Sables-d'Olonne
- Sainte-Foy
- Vairé

Dal 2015 comprende i comuni di:
- Château-d'Olonne
- Olonne-sur-Mer
- Les Sables-d'Olonne